# Laevipilina theresae
Laevipilina theresae — вид моноплакофор родини Laevipilinidae.

## Назва
Вид названо у 2006 році німецьким дослідником Міхаелем Шредлем на честь його дочки Терези.

## Поширення
Вид поширений на сході Моря Ведделла поблизу мису Кейп-Норвегія на березі Принцеси Марти у Землі Королеви Мод в Антарктиці.

## Опис
Мушля діаметром 2,5 мм.